# Ashiarai Yashiki

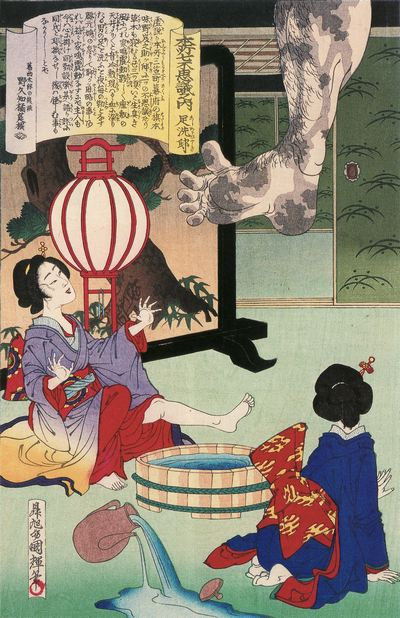
Ashiarai Yashiki, Farbholzschnitt aus der Serie Honjo nana fushigi no uchi von Utagawa Kuniteru III., 1886

Ashiarai Yashiki, auch Ashiaraiyashiki, (jap. 足洗邸, dt. etwa „Haus des Fußwaschens“) ist ein fiktives Wesen des japanischen Volksglaubens und wird zur Gruppe der Yōkai gezählt.

## Beschreibung
Die japanische Folklore beschreibt den Ashiarai Yashiki als riesigen, schmutzigen oder auch blutigen (wohl männlichen) Fuß ohne Körper aber mit der Fähigkeit zu sprechen.

## Auftreten
Der Ashiarai Yashiki tritt des Nachts durch die Decke eines von Menschen bewohnten Hauses, wobei er herrschaftliche Häuser und Villen zu bevorzugen scheint. Er befiehlt den Hausbesitzern, ihn zu waschen. Falls diese seinem Befehl nachkommen, verschwindet er wieder (kann aber in den kommenden Nächten immer wieder auftauchen). Missachtet man seinen Befehl, zertrümmert er die Einrichtung, wobei auch Menschen zu Schaden kommen können. Sollte das nächtliche Waschen mit der Zeit lästig werden, empfiehlt sich ein Hauswechsel.

## Überlieferung
Der Ashiarai Yashiki soll zuerst das Anwesen eines Hatamoto-Samurai namens Ajino im Stadtteil Honjo von Edo (heute: Sumida, Tokio) heimgesucht haben. Es wird angenommen, dass die Entstehung der Überlieferung mit der altjapanischen Sitte zusammenhängt, dass sich Gäste die Füße waschen, bevor sie ein Haus betreten.
Der Ashiarai Yashiki zählt zu den „Sieben Wundern von Honjo“ (本所七不思議, Honjo nana fushigi).

## Yashiarai Yashiki in der modernen Subkultur
Wie viele andere Wesen des Volksglaubens wird der Ashiarai Yashiki auch in der modernen japanischen Kultur rezipiert z. B. im Manga Ashiarai Yashiki no Jūnintachi. von Tokuichi Minagi.